# Форчесс
Форчесс — вариант шахмат для четырёх игроков, разработанный американским инженером Т. К. Роджерсом. Он использует одну стандартную шахматную доску и два набора стандартных фигур разных цветов.

## История и мотивация
Форчесс был создан примерно в 1975 году. Его изобретатель Т. К. Роджерс хотел создать чистую стратегическую игру с социальной динамикой карточных игр. Роджерс верил в образовательные достоинства шахмат и считал, что превращение игры в более популярную социальную деятельность принесет пользу обществу.
Роджерс хотел, чтобы в игре использовались только стандартные фигуры и стандартная доска, чтобы все необходимое для игры было доступно. Он также не хотел сильно ограничивать количество фигур, которые были у каждого игрока.
В 1992 году Роджерс опубликовал набор инструкций в виде 64-страничного буклета «Форчесс: Идеальная социальная игра» (Forchess: The Ultimate Social Game), предназначенного для размещения в кармане рубашки. Буклет также содержал стратегии игры и новую технику, изобретенную Роджерсом для анализа как шахмат, так и форчесс. Он назвал это индикатором влияния .
В 1996 году Роджерс разместил бесплатный набор инструкций на недавно созданном веб-сайте Intuitor . В это же время он начал бесплатно распространять тысячи брошюр с инструкциями в школах и колледжах.

## Обзор игры
|   | a | b | c | d | e | f | g | h |   |
| - | --- | --- | --- | --- | --- | --- | --- | --- | - |
| 8 | a8 k r · b8 r r · c8 n r · d8 p r · e8 чёрная пешка · f8 чёрный слон · g8 чёрная ладья · h8 чёрный король · a7 r r · b7 q r · c7 b r · d7 p r · e7 чёрная пешка · f7 чёрный конь · g7 чёрный ферзь · h7 чёрная ладья · a6 b r · b6 n r · d6 p r · e6 чёрная пешка · g6 чёрный слон · h6 чёрный конь · a5 p r · b5 p r · c5 p r · d5 p r · e5 чёрная пешка · f5 чёрная пешка · g5 чёрная пешка · h5 чёрная пешка · a4 белая пешка · b4 белая пешка · c4 белая пешка · d4 белая пешка · e4 p y · f4 p y · g4 p y · h4 p y · a3 белый конь · b3 белый слон · d3 белая пешка · e3 p y · g3 n y · h3 b y · a2 белая ладья · b2 белый ферзь · c2 белый конь · d2 белая пешка · e2 p y · f2 b y · g2 q y · h2 r y · a1 белый король · b1 белая ладья · c1 белый слон · d1 белая пешка · e1 p y · f1 n y · g1 r y · h1 k y | a8 k r · b8 r r · c8 n r · d8 p r · e8 чёрная пешка · f8 чёрный слон · g8 чёрная ладья · h8 чёрный король · a7 r r · b7 q r · c7 b r · d7 p r · e7 чёрная пешка · f7 чёрный конь · g7 чёрный ферзь · h7 чёрная ладья · a6 b r · b6 n r · d6 p r · e6 чёрная пешка · g6 чёрный слон · h6 чёрный конь · a5 p r · b5 p r · c5 p r · d5 p r · e5 чёрная пешка · f5 чёрная пешка · g5 чёрная пешка · h5 чёрная пешка · a4 белая пешка · b4 белая пешка · c4 белая пешка · d4 белая пешка · e4 p y · f4 p y · g4 p y · h4 p y · a3 белый конь · b3 белый слон · d3 белая пешка · e3 p y · g3 n y · h3 b y · a2 белая ладья · b2 белый ферзь · c2 белый конь · d2 белая пешка · e2 p y · f2 b y · g2 q y · h2 r y · a1 белый король · b1 белая ладья · c1 белый слон · d1 белая пешка · e1 p y · f1 n y · g1 r y · h1 k y | a8 k r · b8 r r · c8 n r · d8 p r · e8 чёрная пешка · f8 чёрный слон · g8 чёрная ладья · h8 чёрный король · a7 r r · b7 q r · c7 b r · d7 p r · e7 чёрная пешка · f7 чёрный конь · g7 чёрный ферзь · h7 чёрная ладья · a6 b r · b6 n r · d6 p r · e6 чёрная пешка · g6 чёрный слон · h6 чёрный конь · a5 p r · b5 p r · c5 p r · d5 p r · e5 чёрная пешка · f5 чёрная пешка · g5 чёрная пешка · h5 чёрная пешка · a4 белая пешка · b4 белая пешка · c4 белая пешка · d4 белая пешка · e4 p y · f4 p y · g4 p y · h4 p y · a3 белый конь · b3 белый слон · d3 белая пешка · e3 p y · g3 n y · h3 b y · a2 белая ладья · b2 белый ферзь · c2 белый конь · d2 белая пешка · e2 p y · f2 b y · g2 q y · h2 r y · a1 белый король · b1 белая ладья · c1 белый слон · d1 белая пешка · e1 p y · f1 n y · g1 r y · h1 k y | a8 k r · b8 r r · c8 n r · d8 p r · e8 чёрная пешка · f8 чёрный слон · g8 чёрная ладья · h8 чёрный король · a7 r r · b7 q r · c7 b r · d7 p r · e7 чёрная пешка · f7 чёрный конь · g7 чёрный ферзь · h7 чёрная ладья · a6 b r · b6 n r · d6 p r · e6 чёрная пешка · g6 чёрный слон · h6 чёрный конь · a5 p r · b5 p r · c5 p r · d5 p r · e5 чёрная пешка · f5 чёрная пешка · g5 чёрная пешка · h5 чёрная пешка · a4 белая пешка · b4 белая пешка · c4 белая пешка · d4 белая пешка · e4 p y · f4 p y · g4 p y · h4 p y · a3 белый конь · b3 белый слон · d3 белая пешка · e3 p y · g3 n y · h3 b y · a2 белая ладья · b2 белый ферзь · c2 белый конь · d2 белая пешка · e2 p y · f2 b y · g2 q y · h2 r y · a1 белый король · b1 белая ладья · c1 белый слон · d1 белая пешка · e1 p y · f1 n y · g1 r y · h1 k y | a8 k r · b8 r r · c8 n r · d8 p r · e8 чёрная пешка · f8 чёрный слон · g8 чёрная ладья · h8 чёрный король · a7 r r · b7 q r · c7 b r · d7 p r · e7 чёрная пешка · f7 чёрный конь · g7 чёрный ферзь · h7 чёрная ладья · a6 b r · b6 n r · d6 p r · e6 чёрная пешка · g6 чёрный слон · h6 чёрный конь · a5 p r · b5 p r · c5 p r · d5 p r · e5 чёрная пешка · f5 чёрная пешка · g5 чёрная пешка · h5 чёрная пешка · a4 белая пешка · b4 белая пешка · c4 белая пешка · d4 белая пешка · e4 p y · f4 p y · g4 p y · h4 p y · a3 белый конь · b3 белый слон · d3 белая пешка · e3 p y · g3 n y · h3 b y · a2 белая ладья · b2 белый ферзь · c2 белый конь · d2 белая пешка · e2 p y · f2 b y · g2 q y · h2 r y · a1 белый король · b1 белая ладья · c1 белый слон · d1 белая пешка · e1 p y · f1 n y · g1 r y · h1 k y | a8 k r · b8 r r · c8 n r · d8 p r · e8 чёрная пешка · f8 чёрный слон · g8 чёрная ладья · h8 чёрный король · a7 r r · b7 q r · c7 b r · d7 p r · e7 чёрная пешка · f7 чёрный конь · g7 чёрный ферзь · h7 чёрная ладья · a6 b r · b6 n r · d6 p r · e6 чёрная пешка · g6 чёрный слон · h6 чёрный конь · a5 p r · b5 p r · c5 p r · d5 p r · e5 чёрная пешка · f5 чёрная пешка · g5 чёрная пешка · h5 чёрная пешка · a4 белая пешка · b4 белая пешка · c4 белая пешка · d4 белая пешка · e4 p y · f4 p y · g4 p y · h4 p y · a3 белый конь · b3 белый слон · d3 белая пешка · e3 p y · g3 n y · h3 b y · a2 белая ладья · b2 белый ферзь · c2 белый конь · d2 белая пешка · e2 p y · f2 b y · g2 q y · h2 r y · a1 белый король · b1 белая ладья · c1 белый слон · d1 белая пешка · e1 p y · f1 n y · g1 r y · h1 k y | a8 k r · b8 r r · c8 n r · d8 p r · e8 чёрная пешка · f8 чёрный слон · g8 чёрная ладья · h8 чёрный король · a7 r r · b7 q r · c7 b r · d7 p r · e7 чёрная пешка · f7 чёрный конь · g7 чёрный ферзь · h7 чёрная ладья · a6 b r · b6 n r · d6 p r · e6 чёрная пешка · g6 чёрный слон · h6 чёрный конь · a5 p r · b5 p r · c5 p r · d5 p r · e5 чёрная пешка · f5 чёрная пешка · g5 чёрная пешка · h5 чёрная пешка · a4 белая пешка · b4 белая пешка · c4 белая пешка · d4 белая пешка · e4 p y · f4 p y · g4 p y · h4 p y · a3 белый конь · b3 белый слон · d3 белая пешка · e3 p y · g3 n y · h3 b y · a2 белая ладья · b2 белый ферзь · c2 белый конь · d2 белая пешка · e2 p y · f2 b y · g2 q y · h2 r y · a1 белый король · b1 белая ладья · c1 белый слон · d1 белая пешка · e1 p y · f1 n y · g1 r y · h1 k y | a8 k r · b8 r r · c8 n r · d8 p r · e8 чёрная пешка · f8 чёрный слон · g8 чёрная ладья · h8 чёрный король · a7 r r · b7 q r · c7 b r · d7 p r · e7 чёрная пешка · f7 чёрный конь · g7 чёрный ферзь · h7 чёрная ладья · a6 b r · b6 n r · d6 p r · e6 чёрная пешка · g6 чёрный слон · h6 чёрный конь · a5 p r · b5 p r · c5 p r · d5 p r · e5 чёрная пешка · f5 чёрная пешка · g5 чёрная пешка · h5 чёрная пешка · a4 белая пешка · b4 белая пешка · c4 белая пешка · d4 белая пешка · e4 p y · f4 p y · g4 p y · h4 p y · a3 белый конь · b3 белый слон · d3 белая пешка · e3 p y · g3 n y · h3 b y · a2 белая ладья · b2 белый ферзь · c2 белый конь · d2 белая пешка · e2 p y · f2 b y · g2 q y · h2 r y · a1 белый король · b1 белая ладья · c1 белый слон · d1 белая пешка · e1 p y · f1 n y · g1 r y · h1 k y | 8 |
| 7 | a8 k r · b8 r r · c8 n r · d8 p r · e8 чёрная пешка · f8 чёрный слон · g8 чёрная ладья · h8 чёрный король · a7 r r · b7 q r · c7 b r · d7 p r · e7 чёрная пешка · f7 чёрный конь · g7 чёрный ферзь · h7 чёрная ладья · a6 b r · b6 n r · d6 p r · e6 чёрная пешка · g6 чёрный слон · h6 чёрный конь · a5 p r · b5 p r · c5 p r · d5 p r · e5 чёрная пешка · f5 чёрная пешка · g5 чёрная пешка · h5 чёрная пешка · a4 белая пешка · b4 белая пешка · c4 белая пешка · d4 белая пешка · e4 p y · f4 p y · g4 p y · h4 p y · a3 белый конь · b3 белый слон · d3 белая пешка · e3 p y · g3 n y · h3 b y · a2 белая ладья · b2 белый ферзь · c2 белый конь · d2 белая пешка · e2 p y · f2 b y · g2 q y · h2 r y · a1 белый король · b1 белая ладья · c1 белый слон · d1 белая пешка · e1 p y · f1 n y · g1 r y · h1 k y | a8 k r · b8 r r · c8 n r · d8 p r · e8 чёрная пешка · f8 чёрный слон · g8 чёрная ладья · h8 чёрный король · a7 r r · b7 q r · c7 b r · d7 p r · e7 чёрная пешка · f7 чёрный конь · g7 чёрный ферзь · h7 чёрная ладья · a6 b r · b6 n r · d6 p r · e6 чёрная пешка · g6 чёрный слон · h6 чёрный конь · a5 p r · b5 p r · c5 p r · d5 p r · e5 чёрная пешка · f5 чёрная пешка · g5 чёрная пешка · h5 чёрная пешка · a4 белая пешка · b4 белая пешка · c4 белая пешка · d4 белая пешка · e4 p y · f4 p y · g4 p y · h4 p y · a3 белый конь · b3 белый слон · d3 белая пешка · e3 p y · g3 n y · h3 b y · a2 белая ладья · b2 белый ферзь · c2 белый конь · d2 белая пешка · e2 p y · f2 b y · g2 q y · h2 r y · a1 белый король · b1 белая ладья · c1 белый слон · d1 белая пешка · e1 p y · f1 n y · g1 r y · h1 k y | a8 k r · b8 r r · c8 n r · d8 p r · e8 чёрная пешка · f8 чёрный слон · g8 чёрная ладья · h8 чёрный король · a7 r r · b7 q r · c7 b r · d7 p r · e7 чёрная пешка · f7 чёрный конь · g7 чёрный ферзь · h7 чёрная ладья · a6 b r · b6 n r · d6 p r · e6 чёрная пешка · g6 чёрный слон · h6 чёрный конь · a5 p r · b5 p r · c5 p r · d5 p r · e5 чёрная пешка · f5 чёрная пешка · g5 чёрная пешка · h5 чёрная пешка · a4 белая пешка · b4 белая пешка · c4 белая пешка · d4 белая пешка · e4 p y · f4 p y · g4 p y · h4 p y · a3 белый конь · b3 белый слон · d3 белая пешка · e3 p y · g3 n y · h3 b y · a2 белая ладья · b2 белый ферзь · c2 белый конь · d2 белая пешка · e2 p y · f2 b y · g2 q y · h2 r y · a1 белый король · b1 белая ладья · c1 белый слон · d1 белая пешка · e1 p y · f1 n y · g1 r y · h1 k y | a8 k r · b8 r r · c8 n r · d8 p r · e8 чёрная пешка · f8 чёрный слон · g8 чёрная ладья · h8 чёрный король · a7 r r · b7 q r · c7 b r · d7 p r · e7 чёрная пешка · f7 чёрный конь · g7 чёрный ферзь · h7 чёрная ладья · a6 b r · b6 n r · d6 p r · e6 чёрная пешка · g6 чёрный слон · h6 чёрный конь · a5 p r · b5 p r · c5 p r · d5 p r · e5 чёрная пешка · f5 чёрная пешка · g5 чёрная пешка · h5 чёрная пешка · a4 белая пешка · b4 белая пешка · c4 белая пешка · d4 белая пешка · e4 p y · f4 p y · g4 p y · h4 p y · a3 белый конь · b3 белый слон · d3 белая пешка · e3 p y · g3 n y · h3 b y · a2 белая ладья · b2 белый ферзь · c2 белый конь · d2 белая пешка · e2 p y · f2 b y · g2 q y · h2 r y · a1 белый король · b1 белая ладья · c1 белый слон · d1 белая пешка · e1 p y · f1 n y · g1 r y · h1 k y | a8 k r · b8 r r · c8 n r · d8 p r · e8 чёрная пешка · f8 чёрный слон · g8 чёрная ладья · h8 чёрный король · a7 r r · b7 q r · c7 b r · d7 p r · e7 чёрная пешка · f7 чёрный конь · g7 чёрный ферзь · h7 чёрная ладья · a6 b r · b6 n r · d6 p r · e6 чёрная пешка · g6 чёрный слон · h6 чёрный конь · a5 p r · b5 p r · c5 p r · d5 p r · e5 чёрная пешка · f5 чёрная пешка · g5 чёрная пешка · h5 чёрная пешка · a4 белая пешка · b4 белая пешка · c4 белая пешка · d4 белая пешка · e4 p y · f4 p y · g4 p y · h4 p y · a3 белый конь · b3 белый слон · d3 белая пешка · e3 p y · g3 n y · h3 b y · a2 белая ладья · b2 белый ферзь · c2 белый конь · d2 белая пешка · e2 p y · f2 b y · g2 q y · h2 r y · a1 белый король · b1 белая ладья · c1 белый слон · d1 белая пешка · e1 p y · f1 n y · g1 r y · h1 k y | a8 k r · b8 r r · c8 n r · d8 p r · e8 чёрная пешка · f8 чёрный слон · g8 чёрная ладья · h8 чёрный король · a7 r r · b7 q r · c7 b r · d7 p r · e7 чёрная пешка · f7 чёрный конь · g7 чёрный ферзь · h7 чёрная ладья · a6 b r · b6 n r · d6 p r · e6 чёрная пешка · g6 чёрный слон · h6 чёрный конь · a5 p r · b5 p r · c5 p r · d5 p r · e5 чёрная пешка · f5 чёрная пешка · g5 чёрная пешка · h5 чёрная пешка · a4 белая пешка · b4 белая пешка · c4 белая пешка · d4 белая пешка · e4 p y · f4 p y · g4 p y · h4 p y · a3 белый конь · b3 белый слон · d3 белая пешка · e3 p y · g3 n y · h3 b y · a2 белая ладья · b2 белый ферзь · c2 белый конь · d2 белая пешка · e2 p y · f2 b y · g2 q y · h2 r y · a1 белый король · b1 белая ладья · c1 белый слон · d1 белая пешка · e1 p y · f1 n y · g1 r y · h1 k y | a8 k r · b8 r r · c8 n r · d8 p r · e8 чёрная пешка · f8 чёрный слон · g8 чёрная ладья · h8 чёрный король · a7 r r · b7 q r · c7 b r · d7 p r · e7 чёрная пешка · f7 чёрный конь · g7 чёрный ферзь · h7 чёрная ладья · a6 b r · b6 n r · d6 p r · e6 чёрная пешка · g6 чёрный слон · h6 чёрный конь · a5 p r · b5 p r · c5 p r · d5 p r · e5 чёрная пешка · f5 чёрная пешка · g5 чёрная пешка · h5 чёрная пешка · a4 белая пешка · b4 белая пешка · c4 белая пешка · d4 белая пешка · e4 p y · f4 p y · g4 p y · h4 p y · a3 белый конь · b3 белый слон · d3 белая пешка · e3 p y · g3 n y · h3 b y · a2 белая ладья · b2 белый ферзь · c2 белый конь · d2 белая пешка · e2 p y · f2 b y · g2 q y · h2 r y · a1 белый король · b1 белая ладья · c1 белый слон · d1 белая пешка · e1 p y · f1 n y · g1 r y · h1 k y | a8 k r · b8 r r · c8 n r · d8 p r · e8 чёрная пешка · f8 чёрный слон · g8 чёрная ладья · h8 чёрный король · a7 r r · b7 q r · c7 b r · d7 p r · e7 чёрная пешка · f7 чёрный конь · g7 чёрный ферзь · h7 чёрная ладья · a6 b r · b6 n r · d6 p r · e6 чёрная пешка · g6 чёрный слон · h6 чёрный конь · a5 p r · b5 p r · c5 p r · d5 p r · e5 чёрная пешка · f5 чёрная пешка · g5 чёрная пешка · h5 чёрная пешка · a4 белая пешка · b4 белая пешка · c4 белая пешка · d4 белая пешка · e4 p y · f4 p y · g4 p y · h4 p y · a3 белый конь · b3 белый слон · d3 белая пешка · e3 p y · g3 n y · h3 b y · a2 белая ладья · b2 белый ферзь · c2 белый конь · d2 белая пешка · e2 p y · f2 b y · g2 q y · h2 r y · a1 белый король · b1 белая ладья · c1 белый слон · d1 белая пешка · e1 p y · f1 n y · g1 r y · h1 k y | 7 |
| 6 | a8 k r · b8 r r · c8 n r · d8 p r · e8 чёрная пешка · f8 чёрный слон · g8 чёрная ладья · h8 чёрный король · a7 r r · b7 q r · c7 b r · d7 p r · e7 чёрная пешка · f7 чёрный конь · g7 чёрный ферзь · h7 чёрная ладья · a6 b r · b6 n r · d6 p r · e6 чёрная пешка · g6 чёрный слон · h6 чёрный конь · a5 p r · b5 p r · c5 p r · d5 p r · e5 чёрная пешка · f5 чёрная пешка · g5 чёрная пешка · h5 чёрная пешка · a4 белая пешка · b4 белая пешка · c4 белая пешка · d4 белая пешка · e4 p y · f4 p y · g4 p y · h4 p y · a3 белый конь · b3 белый слон · d3 белая пешка · e3 p y · g3 n y · h3 b y · a2 белая ладья · b2 белый ферзь · c2 белый конь · d2 белая пешка · e2 p y · f2 b y · g2 q y · h2 r y · a1 белый король · b1 белая ладья · c1 белый слон · d1 белая пешка · e1 p y · f1 n y · g1 r y · h1 k y | a8 k r · b8 r r · c8 n r · d8 p r · e8 чёрная пешка · f8 чёрный слон · g8 чёрная ладья · h8 чёрный король · a7 r r · b7 q r · c7 b r · d7 p r · e7 чёрная пешка · f7 чёрный конь · g7 чёрный ферзь · h7 чёрная ладья · a6 b r · b6 n r · d6 p r · e6 чёрная пешка · g6 чёрный слон · h6 чёрный конь · a5 p r · b5 p r · c5 p r · d5 p r · e5 чёрная пешка · f5 чёрная пешка · g5 чёрная пешка · h5 чёрная пешка · a4 белая пешка · b4 белая пешка · c4 белая пешка · d4 белая пешка · e4 p y · f4 p y · g4 p y · h4 p y · a3 белый конь · b3 белый слон · d3 белая пешка · e3 p y · g3 n y · h3 b y · a2 белая ладья · b2 белый ферзь · c2 белый конь · d2 белая пешка · e2 p y · f2 b y · g2 q y · h2 r y · a1 белый король · b1 белая ладья · c1 белый слон · d1 белая пешка · e1 p y · f1 n y · g1 r y · h1 k y | a8 k r · b8 r r · c8 n r · d8 p r · e8 чёрная пешка · f8 чёрный слон · g8 чёрная ладья · h8 чёрный король · a7 r r · b7 q r · c7 b r · d7 p r · e7 чёрная пешка · f7 чёрный конь · g7 чёрный ферзь · h7 чёрная ладья · a6 b r · b6 n r · d6 p r · e6 чёрная пешка · g6 чёрный слон · h6 чёрный конь · a5 p r · b5 p r · c5 p r · d5 p r · e5 чёрная пешка · f5 чёрная пешка · g5 чёрная пешка · h5 чёрная пешка · a4 белая пешка · b4 белая пешка · c4 белая пешка · d4 белая пешка · e4 p y · f4 p y · g4 p y · h4 p y · a3 белый конь · b3 белый слон · d3 белая пешка · e3 p y · g3 n y · h3 b y · a2 белая ладья · b2 белый ферзь · c2 белый конь · d2 белая пешка · e2 p y · f2 b y · g2 q y · h2 r y · a1 белый король · b1 белая ладья · c1 белый слон · d1 белая пешка · e1 p y · f1 n y · g1 r y · h1 k y | a8 k r · b8 r r · c8 n r · d8 p r · e8 чёрная пешка · f8 чёрный слон · g8 чёрная ладья · h8 чёрный король · a7 r r · b7 q r · c7 b r · d7 p r · e7 чёрная пешка · f7 чёрный конь · g7 чёрный ферзь · h7 чёрная ладья · a6 b r · b6 n r · d6 p r · e6 чёрная пешка · g6 чёрный слон · h6 чёрный конь · a5 p r · b5 p r · c5 p r · d5 p r · e5 чёрная пешка · f5 чёрная пешка · g5 чёрная пешка · h5 чёрная пешка · a4 белая пешка · b4 белая пешка · c4 белая пешка · d4 белая пешка · e4 p y · f4 p y · g4 p y · h4 p y · a3 белый конь · b3 белый слон · d3 белая пешка · e3 p y · g3 n y · h3 b y · a2 белая ладья · b2 белый ферзь · c2 белый конь · d2 белая пешка · e2 p y · f2 b y · g2 q y · h2 r y · a1 белый король · b1 белая ладья · c1 белый слон · d1 белая пешка · e1 p y · f1 n y · g1 r y · h1 k y | a8 k r · b8 r r · c8 n r · d8 p r · e8 чёрная пешка · f8 чёрный слон · g8 чёрная ладья · h8 чёрный король · a7 r r · b7 q r · c7 b r · d7 p r · e7 чёрная пешка · f7 чёрный конь · g7 чёрный ферзь · h7 чёрная ладья · a6 b r · b6 n r · d6 p r · e6 чёрная пешка · g6 чёрный слон · h6 чёрный конь · a5 p r · b5 p r · c5 p r · d5 p r · e5 чёрная пешка · f5 чёрная пешка · g5 чёрная пешка · h5 чёрная пешка · a4 белая пешка · b4 белая пешка · c4 белая пешка · d4 белая пешка · e4 p y · f4 p y · g4 p y · h4 p y · a3 белый конь · b3 белый слон · d3 белая пешка · e3 p y · g3 n y · h3 b y · a2 белая ладья · b2 белый ферзь · c2 белый конь · d2 белая пешка · e2 p y · f2 b y · g2 q y · h2 r y · a1 белый король · b1 белая ладья · c1 белый слон · d1 белая пешка · e1 p y · f1 n y · g1 r y · h1 k y | a8 k r · b8 r r · c8 n r · d8 p r · e8 чёрная пешка · f8 чёрный слон · g8 чёрная ладья · h8 чёрный король · a7 r r · b7 q r · c7 b r · d7 p r · e7 чёрная пешка · f7 чёрный конь · g7 чёрный ферзь · h7 чёрная ладья · a6 b r · b6 n r · d6 p r · e6 чёрная пешка · g6 чёрный слон · h6 чёрный конь · a5 p r · b5 p r · c5 p r · d5 p r · e5 чёрная пешка · f5 чёрная пешка · g5 чёрная пешка · h5 чёрная пешка · a4 белая пешка · b4 белая пешка · c4 белая пешка · d4 белая пешка · e4 p y · f4 p y · g4 p y · h4 p y · a3 белый конь · b3 белый слон · d3 белая пешка · e3 p y · g3 n y · h3 b y · a2 белая ладья · b2 белый ферзь · c2 белый конь · d2 белая пешка · e2 p y · f2 b y · g2 q y · h2 r y · a1 белый король · b1 белая ладья · c1 белый слон · d1 белая пешка · e1 p y · f1 n y · g1 r y · h1 k y | a8 k r · b8 r r · c8 n r · d8 p r · e8 чёрная пешка · f8 чёрный слон · g8 чёрная ладья · h8 чёрный король · a7 r r · b7 q r · c7 b r · d7 p r · e7 чёрная пешка · f7 чёрный конь · g7 чёрный ферзь · h7 чёрная ладья · a6 b r · b6 n r · d6 p r · e6 чёрная пешка · g6 чёрный слон · h6 чёрный конь · a5 p r · b5 p r · c5 p r · d5 p r · e5 чёрная пешка · f5 чёрная пешка · g5 чёрная пешка · h5 чёрная пешка · a4 белая пешка · b4 белая пешка · c4 белая пешка · d4 белая пешка · e4 p y · f4 p y · g4 p y · h4 p y · a3 белый конь · b3 белый слон · d3 белая пешка · e3 p y · g3 n y · h3 b y · a2 белая ладья · b2 белый ферзь · c2 белый конь · d2 белая пешка · e2 p y · f2 b y · g2 q y · h2 r y · a1 белый король · b1 белая ладья · c1 белый слон · d1 белая пешка · e1 p y · f1 n y · g1 r y · h1 k y | a8 k r · b8 r r · c8 n r · d8 p r · e8 чёрная пешка · f8 чёрный слон · g8 чёрная ладья · h8 чёрный король · a7 r r · b7 q r · c7 b r · d7 p r · e7 чёрная пешка · f7 чёрный конь · g7 чёрный ферзь · h7 чёрная ладья · a6 b r · b6 n r · d6 p r · e6 чёрная пешка · g6 чёрный слон · h6 чёрный конь · a5 p r · b5 p r · c5 p r · d5 p r · e5 чёрная пешка · f5 чёрная пешка · g5 чёрная пешка · h5 чёрная пешка · a4 белая пешка · b4 белая пешка · c4 белая пешка · d4 белая пешка · e4 p y · f4 p y · g4 p y · h4 p y · a3 белый конь · b3 белый слон · d3 белая пешка · e3 p y · g3 n y · h3 b y · a2 белая ладья · b2 белый ферзь · c2 белый конь · d2 белая пешка · e2 p y · f2 b y · g2 q y · h2 r y · a1 белый король · b1 белая ладья · c1 белый слон · d1 белая пешка · e1 p y · f1 n y · g1 r y · h1 k y | 6 |
| 5 | a8 k r · b8 r r · c8 n r · d8 p r · e8 чёрная пешка · f8 чёрный слон · g8 чёрная ладья · h8 чёрный король · a7 r r · b7 q r · c7 b r · d7 p r · e7 чёрная пешка · f7 чёрный конь · g7 чёрный ферзь · h7 чёрная ладья · a6 b r · b6 n r · d6 p r · e6 чёрная пешка · g6 чёрный слон · h6 чёрный конь · a5 p r · b5 p r · c5 p r · d5 p r · e5 чёрная пешка · f5 чёрная пешка · g5 чёрная пешка · h5 чёрная пешка · a4 белая пешка · b4 белая пешка · c4 белая пешка · d4 белая пешка · e4 p y · f4 p y · g4 p y · h4 p y · a3 белый конь · b3 белый слон · d3 белая пешка · e3 p y · g3 n y · h3 b y · a2 белая ладья · b2 белый ферзь · c2 белый конь · d2 белая пешка · e2 p y · f2 b y · g2 q y · h2 r y · a1 белый король · b1 белая ладья · c1 белый слон · d1 белая пешка · e1 p y · f1 n y · g1 r y · h1 k y | a8 k r · b8 r r · c8 n r · d8 p r · e8 чёрная пешка · f8 чёрный слон · g8 чёрная ладья · h8 чёрный король · a7 r r · b7 q r · c7 b r · d7 p r · e7 чёрная пешка · f7 чёрный конь · g7 чёрный ферзь · h7 чёрная ладья · a6 b r · b6 n r · d6 p r · e6 чёрная пешка · g6 чёрный слон · h6 чёрный конь · a5 p r · b5 p r · c5 p r · d5 p r · e5 чёрная пешка · f5 чёрная пешка · g5 чёрная пешка · h5 чёрная пешка · a4 белая пешка · b4 белая пешка · c4 белая пешка · d4 белая пешка · e4 p y · f4 p y · g4 p y · h4 p y · a3 белый конь · b3 белый слон · d3 белая пешка · e3 p y · g3 n y · h3 b y · a2 белая ладья · b2 белый ферзь · c2 белый конь · d2 белая пешка · e2 p y · f2 b y · g2 q y · h2 r y · a1 белый король · b1 белая ладья · c1 белый слон · d1 белая пешка · e1 p y · f1 n y · g1 r y · h1 k y | a8 k r · b8 r r · c8 n r · d8 p r · e8 чёрная пешка · f8 чёрный слон · g8 чёрная ладья · h8 чёрный король · a7 r r · b7 q r · c7 b r · d7 p r · e7 чёрная пешка · f7 чёрный конь · g7 чёрный ферзь · h7 чёрная ладья · a6 b r · b6 n r · d6 p r · e6 чёрная пешка · g6 чёрный слон · h6 чёрный конь · a5 p r · b5 p r · c5 p r · d5 p r · e5 чёрная пешка · f5 чёрная пешка · g5 чёрная пешка · h5 чёрная пешка · a4 белая пешка · b4 белая пешка · c4 белая пешка · d4 белая пешка · e4 p y · f4 p y · g4 p y · h4 p y · a3 белый конь · b3 белый слон · d3 белая пешка · e3 p y · g3 n y · h3 b y · a2 белая ладья · b2 белый ферзь · c2 белый конь · d2 белая пешка · e2 p y · f2 b y · g2 q y · h2 r y · a1 белый король · b1 белая ладья · c1 белый слон · d1 белая пешка · e1 p y · f1 n y · g1 r y · h1 k y | a8 k r · b8 r r · c8 n r · d8 p r · e8 чёрная пешка · f8 чёрный слон · g8 чёрная ладья · h8 чёрный король · a7 r r · b7 q r · c7 b r · d7 p r · e7 чёрная пешка · f7 чёрный конь · g7 чёрный ферзь · h7 чёрная ладья · a6 b r · b6 n r · d6 p r · e6 чёрная пешка · g6 чёрный слон · h6 чёрный конь · a5 p r · b5 p r · c5 p r · d5 p r · e5 чёрная пешка · f5 чёрная пешка · g5 чёрная пешка · h5 чёрная пешка · a4 белая пешка · b4 белая пешка · c4 белая пешка · d4 белая пешка · e4 p y · f4 p y · g4 p y · h4 p y · a3 белый конь · b3 белый слон · d3 белая пешка · e3 p y · g3 n y · h3 b y · a2 белая ладья · b2 белый ферзь · c2 белый конь · d2 белая пешка · e2 p y · f2 b y · g2 q y · h2 r y · a1 белый король · b1 белая ладья · c1 белый слон · d1 белая пешка · e1 p y · f1 n y · g1 r y · h1 k y | a8 k r · b8 r r · c8 n r · d8 p r · e8 чёрная пешка · f8 чёрный слон · g8 чёрная ладья · h8 чёрный король · a7 r r · b7 q r · c7 b r · d7 p r · e7 чёрная пешка · f7 чёрный конь · g7 чёрный ферзь · h7 чёрная ладья · a6 b r · b6 n r · d6 p r · e6 чёрная пешка · g6 чёрный слон · h6 чёрный конь · a5 p r · b5 p r · c5 p r · d5 p r · e5 чёрная пешка · f5 чёрная пешка · g5 чёрная пешка · h5 чёрная пешка · a4 белая пешка · b4 белая пешка · c4 белая пешка · d4 белая пешка · e4 p y · f4 p y · g4 p y · h4 p y · a3 белый конь · b3 белый слон · d3 белая пешка · e3 p y · g3 n y · h3 b y · a2 белая ладья · b2 белый ферзь · c2 белый конь · d2 белая пешка · e2 p y · f2 b y · g2 q y · h2 r y · a1 белый король · b1 белая ладья · c1 белый слон · d1 белая пешка · e1 p y · f1 n y · g1 r y · h1 k y | a8 k r · b8 r r · c8 n r · d8 p r · e8 чёрная пешка · f8 чёрный слон · g8 чёрная ладья · h8 чёрный король · a7 r r · b7 q r · c7 b r · d7 p r · e7 чёрная пешка · f7 чёрный конь · g7 чёрный ферзь · h7 чёрная ладья · a6 b r · b6 n r · d6 p r · e6 чёрная пешка · g6 чёрный слон · h6 чёрный конь · a5 p r · b5 p r · c5 p r · d5 p r · e5 чёрная пешка · f5 чёрная пешка · g5 чёрная пешка · h5 чёрная пешка · a4 белая пешка · b4 белая пешка · c4 белая пешка · d4 белая пешка · e4 p y · f4 p y · g4 p y · h4 p y · a3 белый конь · b3 белый слон · d3 белая пешка · e3 p y · g3 n y · h3 b y · a2 белая ладья · b2 белый ферзь · c2 белый конь · d2 белая пешка · e2 p y · f2 b y · g2 q y · h2 r y · a1 белый король · b1 белая ладья · c1 белый слон · d1 белая пешка · e1 p y · f1 n y · g1 r y · h1 k y | a8 k r · b8 r r · c8 n r · d8 p r · e8 чёрная пешка · f8 чёрный слон · g8 чёрная ладья · h8 чёрный король · a7 r r · b7 q r · c7 b r · d7 p r · e7 чёрная пешка · f7 чёрный конь · g7 чёрный ферзь · h7 чёрная ладья · a6 b r · b6 n r · d6 p r · e6 чёрная пешка · g6 чёрный слон · h6 чёрный конь · a5 p r · b5 p r · c5 p r · d5 p r · e5 чёрная пешка · f5 чёрная пешка · g5 чёрная пешка · h5 чёрная пешка · a4 белая пешка · b4 белая пешка · c4 белая пешка · d4 белая пешка · e4 p y · f4 p y · g4 p y · h4 p y · a3 белый конь · b3 белый слон · d3 белая пешка · e3 p y · g3 n y · h3 b y · a2 белая ладья · b2 белый ферзь · c2 белый конь · d2 белая пешка · e2 p y · f2 b y · g2 q y · h2 r y · a1 белый король · b1 белая ладья · c1 белый слон · d1 белая пешка · e1 p y · f1 n y · g1 r y · h1 k y | a8 k r · b8 r r · c8 n r · d8 p r · e8 чёрная пешка · f8 чёрный слон · g8 чёрная ладья · h8 чёрный король · a7 r r · b7 q r · c7 b r · d7 p r · e7 чёрная пешка · f7 чёрный конь · g7 чёрный ферзь · h7 чёрная ладья · a6 b r · b6 n r · d6 p r · e6 чёрная пешка · g6 чёрный слон · h6 чёрный конь · a5 p r · b5 p r · c5 p r · d5 p r · e5 чёрная пешка · f5 чёрная пешка · g5 чёрная пешка · h5 чёрная пешка · a4 белая пешка · b4 белая пешка · c4 белая пешка · d4 белая пешка · e4 p y · f4 p y · g4 p y · h4 p y · a3 белый конь · b3 белый слон · d3 белая пешка · e3 p y · g3 n y · h3 b y · a2 белая ладья · b2 белый ферзь · c2 белый конь · d2 белая пешка · e2 p y · f2 b y · g2 q y · h2 r y · a1 белый король · b1 белая ладья · c1 белый слон · d1 белая пешка · e1 p y · f1 n y · g1 r y · h1 k y | 5 |
| 4 | a8 k r · b8 r r · c8 n r · d8 p r · e8 чёрная пешка · f8 чёрный слон · g8 чёрная ладья · h8 чёрный король · a7 r r · b7 q r · c7 b r · d7 p r · e7 чёрная пешка · f7 чёрный конь · g7 чёрный ферзь · h7 чёрная ладья · a6 b r · b6 n r · d6 p r · e6 чёрная пешка · g6 чёрный слон · h6 чёрный конь · a5 p r · b5 p r · c5 p r · d5 p r · e5 чёрная пешка · f5 чёрная пешка · g5 чёрная пешка · h5 чёрная пешка · a4 белая пешка · b4 белая пешка · c4 белая пешка · d4 белая пешка · e4 p y · f4 p y · g4 p y · h4 p y · a3 белый конь · b3 белый слон · d3 белая пешка · e3 p y · g3 n y · h3 b y · a2 белая ладья · b2 белый ферзь · c2 белый конь · d2 белая пешка · e2 p y · f2 b y · g2 q y · h2 r y · a1 белый король · b1 белая ладья · c1 белый слон · d1 белая пешка · e1 p y · f1 n y · g1 r y · h1 k y | a8 k r · b8 r r · c8 n r · d8 p r · e8 чёрная пешка · f8 чёрный слон · g8 чёрная ладья · h8 чёрный король · a7 r r · b7 q r · c7 b r · d7 p r · e7 чёрная пешка · f7 чёрный конь · g7 чёрный ферзь · h7 чёрная ладья · a6 b r · b6 n r · d6 p r · e6 чёрная пешка · g6 чёрный слон · h6 чёрный конь · a5 p r · b5 p r · c5 p r · d5 p r · e5 чёрная пешка · f5 чёрная пешка · g5 чёрная пешка · h5 чёрная пешка · a4 белая пешка · b4 белая пешка · c4 белая пешка · d4 белая пешка · e4 p y · f4 p y · g4 p y · h4 p y · a3 белый конь · b3 белый слон · d3 белая пешка · e3 p y · g3 n y · h3 b y · a2 белая ладья · b2 белый ферзь · c2 белый конь · d2 белая пешка · e2 p y · f2 b y · g2 q y · h2 r y · a1 белый король · b1 белая ладья · c1 белый слон · d1 белая пешка · e1 p y · f1 n y · g1 r y · h1 k y | a8 k r · b8 r r · c8 n r · d8 p r · e8 чёрная пешка · f8 чёрный слон · g8 чёрная ладья · h8 чёрный король · a7 r r · b7 q r · c7 b r · d7 p r · e7 чёрная пешка · f7 чёрный конь · g7 чёрный ферзь · h7 чёрная ладья · a6 b r · b6 n r · d6 p r · e6 чёрная пешка · g6 чёрный слон · h6 чёрный конь · a5 p r · b5 p r · c5 p r · d5 p r · e5 чёрная пешка · f5 чёрная пешка · g5 чёрная пешка · h5 чёрная пешка · a4 белая пешка · b4 белая пешка · c4 белая пешка · d4 белая пешка · e4 p y · f4 p y · g4 p y · h4 p y · a3 белый конь · b3 белый слон · d3 белая пешка · e3 p y · g3 n y · h3 b y · a2 белая ладья · b2 белый ферзь · c2 белый конь · d2 белая пешка · e2 p y · f2 b y · g2 q y · h2 r y · a1 белый король · b1 белая ладья · c1 белый слон · d1 белая пешка · e1 p y · f1 n y · g1 r y · h1 k y | a8 k r · b8 r r · c8 n r · d8 p r · e8 чёрная пешка · f8 чёрный слон · g8 чёрная ладья · h8 чёрный король · a7 r r · b7 q r · c7 b r · d7 p r · e7 чёрная пешка · f7 чёрный конь · g7 чёрный ферзь · h7 чёрная ладья · a6 b r · b6 n r · d6 p r · e6 чёрная пешка · g6 чёрный слон · h6 чёрный конь · a5 p r · b5 p r · c5 p r · d5 p r · e5 чёрная пешка · f5 чёрная пешка · g5 чёрная пешка · h5 чёрная пешка · a4 белая пешка · b4 белая пешка · c4 белая пешка · d4 белая пешка · e4 p y · f4 p y · g4 p y · h4 p y · a3 белый конь · b3 белый слон · d3 белая пешка · e3 p y · g3 n y · h3 b y · a2 белая ладья · b2 белый ферзь · c2 белый конь · d2 белая пешка · e2 p y · f2 b y · g2 q y · h2 r y · a1 белый король · b1 белая ладья · c1 белый слон · d1 белая пешка · e1 p y · f1 n y · g1 r y · h1 k y | a8 k r · b8 r r · c8 n r · d8 p r · e8 чёрная пешка · f8 чёрный слон · g8 чёрная ладья · h8 чёрный король · a7 r r · b7 q r · c7 b r · d7 p r · e7 чёрная пешка · f7 чёрный конь · g7 чёрный ферзь · h7 чёрная ладья · a6 b r · b6 n r · d6 p r · e6 чёрная пешка · g6 чёрный слон · h6 чёрный конь · a5 p r · b5 p r · c5 p r · d5 p r · e5 чёрная пешка · f5 чёрная пешка · g5 чёрная пешка · h5 чёрная пешка · a4 белая пешка · b4 белая пешка · c4 белая пешка · d4 белая пешка · e4 p y · f4 p y · g4 p y · h4 p y · a3 белый конь · b3 белый слон · d3 белая пешка · e3 p y · g3 n y · h3 b y · a2 белая ладья · b2 белый ферзь · c2 белый конь · d2 белая пешка · e2 p y · f2 b y · g2 q y · h2 r y · a1 белый король · b1 белая ладья · c1 белый слон · d1 белая пешка · e1 p y · f1 n y · g1 r y · h1 k y | a8 k r · b8 r r · c8 n r · d8 p r · e8 чёрная пешка · f8 чёрный слон · g8 чёрная ладья · h8 чёрный король · a7 r r · b7 q r · c7 b r · d7 p r · e7 чёрная пешка · f7 чёрный конь · g7 чёрный ферзь · h7 чёрная ладья · a6 b r · b6 n r · d6 p r · e6 чёрная пешка · g6 чёрный слон · h6 чёрный конь · a5 p r · b5 p r · c5 p r · d5 p r · e5 чёрная пешка · f5 чёрная пешка · g5 чёрная пешка · h5 чёрная пешка · a4 белая пешка · b4 белая пешка · c4 белая пешка · d4 белая пешка · e4 p y · f4 p y · g4 p y · h4 p y · a3 белый конь · b3 белый слон · d3 белая пешка · e3 p y · g3 n y · h3 b y · a2 белая ладья · b2 белый ферзь · c2 белый конь · d2 белая пешка · e2 p y · f2 b y · g2 q y · h2 r y · a1 белый король · b1 белая ладья · c1 белый слон · d1 белая пешка · e1 p y · f1 n y · g1 r y · h1 k y | a8 k r · b8 r r · c8 n r · d8 p r · e8 чёрная пешка · f8 чёрный слон · g8 чёрная ладья · h8 чёрный король · a7 r r · b7 q r · c7 b r · d7 p r · e7 чёрная пешка · f7 чёрный конь · g7 чёрный ферзь · h7 чёрная ладья · a6 b r · b6 n r · d6 p r · e6 чёрная пешка · g6 чёрный слон · h6 чёрный конь · a5 p r · b5 p r · c5 p r · d5 p r · e5 чёрная пешка · f5 чёрная пешка · g5 чёрная пешка · h5 чёрная пешка · a4 белая пешка · b4 белая пешка · c4 белая пешка · d4 белая пешка · e4 p y · f4 p y · g4 p y · h4 p y · a3 белый конь · b3 белый слон · d3 белая пешка · e3 p y · g3 n y · h3 b y · a2 белая ладья · b2 белый ферзь · c2 белый конь · d2 белая пешка · e2 p y · f2 b y · g2 q y · h2 r y · a1 белый король · b1 белая ладья · c1 белый слон · d1 белая пешка · e1 p y · f1 n y · g1 r y · h1 k y | a8 k r · b8 r r · c8 n r · d8 p r · e8 чёрная пешка · f8 чёрный слон · g8 чёрная ладья · h8 чёрный король · a7 r r · b7 q r · c7 b r · d7 p r · e7 чёрная пешка · f7 чёрный конь · g7 чёрный ферзь · h7 чёрная ладья · a6 b r · b6 n r · d6 p r · e6 чёрная пешка · g6 чёрный слон · h6 чёрный конь · a5 p r · b5 p r · c5 p r · d5 p r · e5 чёрная пешка · f5 чёрная пешка · g5 чёрная пешка · h5 чёрная пешка · a4 белая пешка · b4 белая пешка · c4 белая пешка · d4 белая пешка · e4 p y · f4 p y · g4 p y · h4 p y · a3 белый конь · b3 белый слон · d3 белая пешка · e3 p y · g3 n y · h3 b y · a2 белая ладья · b2 белый ферзь · c2 белый конь · d2 белая пешка · e2 p y · f2 b y · g2 q y · h2 r y · a1 белый король · b1 белая ладья · c1 белый слон · d1 белая пешка · e1 p y · f1 n y · g1 r y · h1 k y | 4 |
| 3 | a8 k r · b8 r r · c8 n r · d8 p r · e8 чёрная пешка · f8 чёрный слон · g8 чёрная ладья · h8 чёрный король · a7 r r · b7 q r · c7 b r · d7 p r · e7 чёрная пешка · f7 чёрный конь · g7 чёрный ферзь · h7 чёрная ладья · a6 b r · b6 n r · d6 p r · e6 чёрная пешка · g6 чёрный слон · h6 чёрный конь · a5 p r · b5 p r · c5 p r · d5 p r · e5 чёрная пешка · f5 чёрная пешка · g5 чёрная пешка · h5 чёрная пешка · a4 белая пешка · b4 белая пешка · c4 белая пешка · d4 белая пешка · e4 p y · f4 p y · g4 p y · h4 p y · a3 белый конь · b3 белый слон · d3 белая пешка · e3 p y · g3 n y · h3 b y · a2 белая ладья · b2 белый ферзь · c2 белый конь · d2 белая пешка · e2 p y · f2 b y · g2 q y · h2 r y · a1 белый король · b1 белая ладья · c1 белый слон · d1 белая пешка · e1 p y · f1 n y · g1 r y · h1 k y | a8 k r · b8 r r · c8 n r · d8 p r · e8 чёрная пешка · f8 чёрный слон · g8 чёрная ладья · h8 чёрный король · a7 r r · b7 q r · c7 b r · d7 p r · e7 чёрная пешка · f7 чёрный конь · g7 чёрный ферзь · h7 чёрная ладья · a6 b r · b6 n r · d6 p r · e6 чёрная пешка · g6 чёрный слон · h6 чёрный конь · a5 p r · b5 p r · c5 p r · d5 p r · e5 чёрная пешка · f5 чёрная пешка · g5 чёрная пешка · h5 чёрная пешка · a4 белая пешка · b4 белая пешка · c4 белая пешка · d4 белая пешка · e4 p y · f4 p y · g4 p y · h4 p y · a3 белый конь · b3 белый слон · d3 белая пешка · e3 p y · g3 n y · h3 b y · a2 белая ладья · b2 белый ферзь · c2 белый конь · d2 белая пешка · e2 p y · f2 b y · g2 q y · h2 r y · a1 белый король · b1 белая ладья · c1 белый слон · d1 белая пешка · e1 p y · f1 n y · g1 r y · h1 k y | a8 k r · b8 r r · c8 n r · d8 p r · e8 чёрная пешка · f8 чёрный слон · g8 чёрная ладья · h8 чёрный король · a7 r r · b7 q r · c7 b r · d7 p r · e7 чёрная пешка · f7 чёрный конь · g7 чёрный ферзь · h7 чёрная ладья · a6 b r · b6 n r · d6 p r · e6 чёрная пешка · g6 чёрный слон · h6 чёрный конь · a5 p r · b5 p r · c5 p r · d5 p r · e5 чёрная пешка · f5 чёрная пешка · g5 чёрная пешка · h5 чёрная пешка · a4 белая пешка · b4 белая пешка · c4 белая пешка · d4 белая пешка · e4 p y · f4 p y · g4 p y · h4 p y · a3 белый конь · b3 белый слон · d3 белая пешка · e3 p y · g3 n y · h3 b y · a2 белая ладья · b2 белый ферзь · c2 белый конь · d2 белая пешка · e2 p y · f2 b y · g2 q y · h2 r y · a1 белый король · b1 белая ладья · c1 белый слон · d1 белая пешка · e1 p y · f1 n y · g1 r y · h1 k y | a8 k r · b8 r r · c8 n r · d8 p r · e8 чёрная пешка · f8 чёрный слон · g8 чёрная ладья · h8 чёрный король · a7 r r · b7 q r · c7 b r · d7 p r · e7 чёрная пешка · f7 чёрный конь · g7 чёрный ферзь · h7 чёрная ладья · a6 b r · b6 n r · d6 p r · e6 чёрная пешка · g6 чёрный слон · h6 чёрный конь · a5 p r · b5 p r · c5 p r · d5 p r · e5 чёрная пешка · f5 чёрная пешка · g5 чёрная пешка · h5 чёрная пешка · a4 белая пешка · b4 белая пешка · c4 белая пешка · d4 белая пешка · e4 p y · f4 p y · g4 p y · h4 p y · a3 белый конь · b3 белый слон · d3 белая пешка · e3 p y · g3 n y · h3 b y · a2 белая ладья · b2 белый ферзь · c2 белый конь · d2 белая пешка · e2 p y · f2 b y · g2 q y · h2 r y · a1 белый король · b1 белая ладья · c1 белый слон · d1 белая пешка · e1 p y · f1 n y · g1 r y · h1 k y | a8 k r · b8 r r · c8 n r · d8 p r · e8 чёрная пешка · f8 чёрный слон · g8 чёрная ладья · h8 чёрный король · a7 r r · b7 q r · c7 b r · d7 p r · e7 чёрная пешка · f7 чёрный конь · g7 чёрный ферзь · h7 чёрная ладья · a6 b r · b6 n r · d6 p r · e6 чёрная пешка · g6 чёрный слон · h6 чёрный конь · a5 p r · b5 p r · c5 p r · d5 p r · e5 чёрная пешка · f5 чёрная пешка · g5 чёрная пешка · h5 чёрная пешка · a4 белая пешка · b4 белая пешка · c4 белая пешка · d4 белая пешка · e4 p y · f4 p y · g4 p y · h4 p y · a3 белый конь · b3 белый слон · d3 белая пешка · e3 p y · g3 n y · h3 b y · a2 белая ладья · b2 белый ферзь · c2 белый конь · d2 белая пешка · e2 p y · f2 b y · g2 q y · h2 r y · a1 белый король · b1 белая ладья · c1 белый слон · d1 белая пешка · e1 p y · f1 n y · g1 r y · h1 k y | a8 k r · b8 r r · c8 n r · d8 p r · e8 чёрная пешка · f8 чёрный слон · g8 чёрная ладья · h8 чёрный король · a7 r r · b7 q r · c7 b r · d7 p r · e7 чёрная пешка · f7 чёрный конь · g7 чёрный ферзь · h7 чёрная ладья · a6 b r · b6 n r · d6 p r · e6 чёрная пешка · g6 чёрный слон · h6 чёрный конь · a5 p r · b5 p r · c5 p r · d5 p r · e5 чёрная пешка · f5 чёрная пешка · g5 чёрная пешка · h5 чёрная пешка · a4 белая пешка · b4 белая пешка · c4 белая пешка · d4 белая пешка · e4 p y · f4 p y · g4 p y · h4 p y · a3 белый конь · b3 белый слон · d3 белая пешка · e3 p y · g3 n y · h3 b y · a2 белая ладья · b2 белый ферзь · c2 белый конь · d2 белая пешка · e2 p y · f2 b y · g2 q y · h2 r y · a1 белый король · b1 белая ладья · c1 белый слон · d1 белая пешка · e1 p y · f1 n y · g1 r y · h1 k y | a8 k r · b8 r r · c8 n r · d8 p r · e8 чёрная пешка · f8 чёрный слон · g8 чёрная ладья · h8 чёрный король · a7 r r · b7 q r · c7 b r · d7 p r · e7 чёрная пешка · f7 чёрный конь · g7 чёрный ферзь · h7 чёрная ладья · a6 b r · b6 n r · d6 p r · e6 чёрная пешка · g6 чёрный слон · h6 чёрный конь · a5 p r · b5 p r · c5 p r · d5 p r · e5 чёрная пешка · f5 чёрная пешка · g5 чёрная пешка · h5 чёрная пешка · a4 белая пешка · b4 белая пешка · c4 белая пешка · d4 белая пешка · e4 p y · f4 p y · g4 p y · h4 p y · a3 белый конь · b3 белый слон · d3 белая пешка · e3 p y · g3 n y · h3 b y · a2 белая ладья · b2 белый ферзь · c2 белый конь · d2 белая пешка · e2 p y · f2 b y · g2 q y · h2 r y · a1 белый король · b1 белая ладья · c1 белый слон · d1 белая пешка · e1 p y · f1 n y · g1 r y · h1 k y | a8 k r · b8 r r · c8 n r · d8 p r · e8 чёрная пешка · f8 чёрный слон · g8 чёрная ладья · h8 чёрный король · a7 r r · b7 q r · c7 b r · d7 p r · e7 чёрная пешка · f7 чёрный конь · g7 чёрный ферзь · h7 чёрная ладья · a6 b r · b6 n r · d6 p r · e6 чёрная пешка · g6 чёрный слон · h6 чёрный конь · a5 p r · b5 p r · c5 p r · d5 p r · e5 чёрная пешка · f5 чёрная пешка · g5 чёрная пешка · h5 чёрная пешка · a4 белая пешка · b4 белая пешка · c4 белая пешка · d4 белая пешка · e4 p y · f4 p y · g4 p y · h4 p y · a3 белый конь · b3 белый слон · d3 белая пешка · e3 p y · g3 n y · h3 b y · a2 белая ладья · b2 белый ферзь · c2 белый конь · d2 белая пешка · e2 p y · f2 b y · g2 q y · h2 r y · a1 белый король · b1 белая ладья · c1 белый слон · d1 белая пешка · e1 p y · f1 n y · g1 r y · h1 k y | 3 |
| 2 | a8 k r · b8 r r · c8 n r · d8 p r · e8 чёрная пешка · f8 чёрный слон · g8 чёрная ладья · h8 чёрный король · a7 r r · b7 q r · c7 b r · d7 p r · e7 чёрная пешка · f7 чёрный конь · g7 чёрный ферзь · h7 чёрная ладья · a6 b r · b6 n r · d6 p r · e6 чёрная пешка · g6 чёрный слон · h6 чёрный конь · a5 p r · b5 p r · c5 p r · d5 p r · e5 чёрная пешка · f5 чёрная пешка · g5 чёрная пешка · h5 чёрная пешка · a4 белая пешка · b4 белая пешка · c4 белая пешка · d4 белая пешка · e4 p y · f4 p y · g4 p y · h4 p y · a3 белый конь · b3 белый слон · d3 белая пешка · e3 p y · g3 n y · h3 b y · a2 белая ладья · b2 белый ферзь · c2 белый конь · d2 белая пешка · e2 p y · f2 b y · g2 q y · h2 r y · a1 белый король · b1 белая ладья · c1 белый слон · d1 белая пешка · e1 p y · f1 n y · g1 r y · h1 k y | a8 k r · b8 r r · c8 n r · d8 p r · e8 чёрная пешка · f8 чёрный слон · g8 чёрная ладья · h8 чёрный король · a7 r r · b7 q r · c7 b r · d7 p r · e7 чёрная пешка · f7 чёрный конь · g7 чёрный ферзь · h7 чёрная ладья · a6 b r · b6 n r · d6 p r · e6 чёрная пешка · g6 чёрный слон · h6 чёрный конь · a5 p r · b5 p r · c5 p r · d5 p r · e5 чёрная пешка · f5 чёрная пешка · g5 чёрная пешка · h5 чёрная пешка · a4 белая пешка · b4 белая пешка · c4 белая пешка · d4 белая пешка · e4 p y · f4 p y · g4 p y · h4 p y · a3 белый конь · b3 белый слон · d3 белая пешка · e3 p y · g3 n y · h3 b y · a2 белая ладья · b2 белый ферзь · c2 белый конь · d2 белая пешка · e2 p y · f2 b y · g2 q y · h2 r y · a1 белый король · b1 белая ладья · c1 белый слон · d1 белая пешка · e1 p y · f1 n y · g1 r y · h1 k y | a8 k r · b8 r r · c8 n r · d8 p r · e8 чёрная пешка · f8 чёрный слон · g8 чёрная ладья · h8 чёрный король · a7 r r · b7 q r · c7 b r · d7 p r · e7 чёрная пешка · f7 чёрный конь · g7 чёрный ферзь · h7 чёрная ладья · a6 b r · b6 n r · d6 p r · e6 чёрная пешка · g6 чёрный слон · h6 чёрный конь · a5 p r · b5 p r · c5 p r · d5 p r · e5 чёрная пешка · f5 чёрная пешка · g5 чёрная пешка · h5 чёрная пешка · a4 белая пешка · b4 белая пешка · c4 белая пешка · d4 белая пешка · e4 p y · f4 p y · g4 p y · h4 p y · a3 белый конь · b3 белый слон · d3 белая пешка · e3 p y · g3 n y · h3 b y · a2 белая ладья · b2 белый ферзь · c2 белый конь · d2 белая пешка · e2 p y · f2 b y · g2 q y · h2 r y · a1 белый король · b1 белая ладья · c1 белый слон · d1 белая пешка · e1 p y · f1 n y · g1 r y · h1 k y | a8 k r · b8 r r · c8 n r · d8 p r · e8 чёрная пешка · f8 чёрный слон · g8 чёрная ладья · h8 чёрный король · a7 r r · b7 q r · c7 b r · d7 p r · e7 чёрная пешка · f7 чёрный конь · g7 чёрный ферзь · h7 чёрная ладья · a6 b r · b6 n r · d6 p r · e6 чёрная пешка · g6 чёрный слон · h6 чёрный конь · a5 p r · b5 p r · c5 p r · d5 p r · e5 чёрная пешка · f5 чёрная пешка · g5 чёрная пешка · h5 чёрная пешка · a4 белая пешка · b4 белая пешка · c4 белая пешка · d4 белая пешка · e4 p y · f4 p y · g4 p y · h4 p y · a3 белый конь · b3 белый слон · d3 белая пешка · e3 p y · g3 n y · h3 b y · a2 белая ладья · b2 белый ферзь · c2 белый конь · d2 белая пешка · e2 p y · f2 b y · g2 q y · h2 r y · a1 белый король · b1 белая ладья · c1 белый слон · d1 белая пешка · e1 p y · f1 n y · g1 r y · h1 k y | a8 k r · b8 r r · c8 n r · d8 p r · e8 чёрная пешка · f8 чёрный слон · g8 чёрная ладья · h8 чёрный король · a7 r r · b7 q r · c7 b r · d7 p r · e7 чёрная пешка · f7 чёрный конь · g7 чёрный ферзь · h7 чёрная ладья · a6 b r · b6 n r · d6 p r · e6 чёрная пешка · g6 чёрный слон · h6 чёрный конь · a5 p r · b5 p r · c5 p r · d5 p r · e5 чёрная пешка · f5 чёрная пешка · g5 чёрная пешка · h5 чёрная пешка · a4 белая пешка · b4 белая пешка · c4 белая пешка · d4 белая пешка · e4 p y · f4 p y · g4 p y · h4 p y · a3 белый конь · b3 белый слон · d3 белая пешка · e3 p y · g3 n y · h3 b y · a2 белая ладья · b2 белый ферзь · c2 белый конь · d2 белая пешка · e2 p y · f2 b y · g2 q y · h2 r y · a1 белый король · b1 белая ладья · c1 белый слон · d1 белая пешка · e1 p y · f1 n y · g1 r y · h1 k y | a8 k r · b8 r r · c8 n r · d8 p r · e8 чёрная пешка · f8 чёрный слон · g8 чёрная ладья · h8 чёрный король · a7 r r · b7 q r · c7 b r · d7 p r · e7 чёрная пешка · f7 чёрный конь · g7 чёрный ферзь · h7 чёрная ладья · a6 b r · b6 n r · d6 p r · e6 чёрная пешка · g6 чёрный слон · h6 чёрный конь · a5 p r · b5 p r · c5 p r · d5 p r · e5 чёрная пешка · f5 чёрная пешка · g5 чёрная пешка · h5 чёрная пешка · a4 белая пешка · b4 белая пешка · c4 белая пешка · d4 белая пешка · e4 p y · f4 p y · g4 p y · h4 p y · a3 белый конь · b3 белый слон · d3 белая пешка · e3 p y · g3 n y · h3 b y · a2 белая ладья · b2 белый ферзь · c2 белый конь · d2 белая пешка · e2 p y · f2 b y · g2 q y · h2 r y · a1 белый король · b1 белая ладья · c1 белый слон · d1 белая пешка · e1 p y · f1 n y · g1 r y · h1 k y | a8 k r · b8 r r · c8 n r · d8 p r · e8 чёрная пешка · f8 чёрный слон · g8 чёрная ладья · h8 чёрный король · a7 r r · b7 q r · c7 b r · d7 p r · e7 чёрная пешка · f7 чёрный конь · g7 чёрный ферзь · h7 чёрная ладья · a6 b r · b6 n r · d6 p r · e6 чёрная пешка · g6 чёрный слон · h6 чёрный конь · a5 p r · b5 p r · c5 p r · d5 p r · e5 чёрная пешка · f5 чёрная пешка · g5 чёрная пешка · h5 чёрная пешка · a4 белая пешка · b4 белая пешка · c4 белая пешка · d4 белая пешка · e4 p y · f4 p y · g4 p y · h4 p y · a3 белый конь · b3 белый слон · d3 белая пешка · e3 p y · g3 n y · h3 b y · a2 белая ладья · b2 белый ферзь · c2 белый конь · d2 белая пешка · e2 p y · f2 b y · g2 q y · h2 r y · a1 белый король · b1 белая ладья · c1 белый слон · d1 белая пешка · e1 p y · f1 n y · g1 r y · h1 k y | a8 k r · b8 r r · c8 n r · d8 p r · e8 чёрная пешка · f8 чёрный слон · g8 чёрная ладья · h8 чёрный король · a7 r r · b7 q r · c7 b r · d7 p r · e7 чёрная пешка · f7 чёрный конь · g7 чёрный ферзь · h7 чёрная ладья · a6 b r · b6 n r · d6 p r · e6 чёрная пешка · g6 чёрный слон · h6 чёрный конь · a5 p r · b5 p r · c5 p r · d5 p r · e5 чёрная пешка · f5 чёрная пешка · g5 чёрная пешка · h5 чёрная пешка · a4 белая пешка · b4 белая пешка · c4 белая пешка · d4 белая пешка · e4 p y · f4 p y · g4 p y · h4 p y · a3 белый конь · b3 белый слон · d3 белая пешка · e3 p y · g3 n y · h3 b y · a2 белая ладья · b2 белый ферзь · c2 белый конь · d2 белая пешка · e2 p y · f2 b y · g2 q y · h2 r y · a1 белый король · b1 белая ладья · c1 белый слон · d1 белая пешка · e1 p y · f1 n y · g1 r y · h1 k y | 2 |
| 1 | a8 k r · b8 r r · c8 n r · d8 p r · e8 чёрная пешка · f8 чёрный слон · g8 чёрная ладья · h8 чёрный король · a7 r r · b7 q r · c7 b r · d7 p r · e7 чёрная пешка · f7 чёрный конь · g7 чёрный ферзь · h7 чёрная ладья · a6 b r · b6 n r · d6 p r · e6 чёрная пешка · g6 чёрный слон · h6 чёрный конь · a5 p r · b5 p r · c5 p r · d5 p r · e5 чёрная пешка · f5 чёрная пешка · g5 чёрная пешка · h5 чёрная пешка · a4 белая пешка · b4 белая пешка · c4 белая пешка · d4 белая пешка · e4 p y · f4 p y · g4 p y · h4 p y · a3 белый конь · b3 белый слон · d3 белая пешка · e3 p y · g3 n y · h3 b y · a2 белая ладья · b2 белый ферзь · c2 белый конь · d2 белая пешка · e2 p y · f2 b y · g2 q y · h2 r y · a1 белый король · b1 белая ладья · c1 белый слон · d1 белая пешка · e1 p y · f1 n y · g1 r y · h1 k y | a8 k r · b8 r r · c8 n r · d8 p r · e8 чёрная пешка · f8 чёрный слон · g8 чёрная ладья · h8 чёрный король · a7 r r · b7 q r · c7 b r · d7 p r · e7 чёрная пешка · f7 чёрный конь · g7 чёрный ферзь · h7 чёрная ладья · a6 b r · b6 n r · d6 p r · e6 чёрная пешка · g6 чёрный слон · h6 чёрный конь · a5 p r · b5 p r · c5 p r · d5 p r · e5 чёрная пешка · f5 чёрная пешка · g5 чёрная пешка · h5 чёрная пешка · a4 белая пешка · b4 белая пешка · c4 белая пешка · d4 белая пешка · e4 p y · f4 p y · g4 p y · h4 p y · a3 белый конь · b3 белый слон · d3 белая пешка · e3 p y · g3 n y · h3 b y · a2 белая ладья · b2 белый ферзь · c2 белый конь · d2 белая пешка · e2 p y · f2 b y · g2 q y · h2 r y · a1 белый король · b1 белая ладья · c1 белый слон · d1 белая пешка · e1 p y · f1 n y · g1 r y · h1 k y | a8 k r · b8 r r · c8 n r · d8 p r · e8 чёрная пешка · f8 чёрный слон · g8 чёрная ладья · h8 чёрный король · a7 r r · b7 q r · c7 b r · d7 p r · e7 чёрная пешка · f7 чёрный конь · g7 чёрный ферзь · h7 чёрная ладья · a6 b r · b6 n r · d6 p r · e6 чёрная пешка · g6 чёрный слон · h6 чёрный конь · a5 p r · b5 p r · c5 p r · d5 p r · e5 чёрная пешка · f5 чёрная пешка · g5 чёрная пешка · h5 чёрная пешка · a4 белая пешка · b4 белая пешка · c4 белая пешка · d4 белая пешка · e4 p y · f4 p y · g4 p y · h4 p y · a3 белый конь · b3 белый слон · d3 белая пешка · e3 p y · g3 n y · h3 b y · a2 белая ладья · b2 белый ферзь · c2 белый конь · d2 белая пешка · e2 p y · f2 b y · g2 q y · h2 r y · a1 белый король · b1 белая ладья · c1 белый слон · d1 белая пешка · e1 p y · f1 n y · g1 r y · h1 k y | a8 k r · b8 r r · c8 n r · d8 p r · e8 чёрная пешка · f8 чёрный слон · g8 чёрная ладья · h8 чёрный король · a7 r r · b7 q r · c7 b r · d7 p r · e7 чёрная пешка · f7 чёрный конь · g7 чёрный ферзь · h7 чёрная ладья · a6 b r · b6 n r · d6 p r · e6 чёрная пешка · g6 чёрный слон · h6 чёрный конь · a5 p r · b5 p r · c5 p r · d5 p r · e5 чёрная пешка · f5 чёрная пешка · g5 чёрная пешка · h5 чёрная пешка · a4 белая пешка · b4 белая пешка · c4 белая пешка · d4 белая пешка · e4 p y · f4 p y · g4 p y · h4 p y · a3 белый конь · b3 белый слон · d3 белая пешка · e3 p y · g3 n y · h3 b y · a2 белая ладья · b2 белый ферзь · c2 белый конь · d2 белая пешка · e2 p y · f2 b y · g2 q y · h2 r y · a1 белый король · b1 белая ладья · c1 белый слон · d1 белая пешка · e1 p y · f1 n y · g1 r y · h1 k y | a8 k r · b8 r r · c8 n r · d8 p r · e8 чёрная пешка · f8 чёрный слон · g8 чёрная ладья · h8 чёрный король · a7 r r · b7 q r · c7 b r · d7 p r · e7 чёрная пешка · f7 чёрный конь · g7 чёрный ферзь · h7 чёрная ладья · a6 b r · b6 n r · d6 p r · e6 чёрная пешка · g6 чёрный слон · h6 чёрный конь · a5 p r · b5 p r · c5 p r · d5 p r · e5 чёрная пешка · f5 чёрная пешка · g5 чёрная пешка · h5 чёрная пешка · a4 белая пешка · b4 белая пешка · c4 белая пешка · d4 белая пешка · e4 p y · f4 p y · g4 p y · h4 p y · a3 белый конь · b3 белый слон · d3 белая пешка · e3 p y · g3 n y · h3 b y · a2 белая ладья · b2 белый ферзь · c2 белый конь · d2 белая пешка · e2 p y · f2 b y · g2 q y · h2 r y · a1 белый король · b1 белая ладья · c1 белый слон · d1 белая пешка · e1 p y · f1 n y · g1 r y · h1 k y | a8 k r · b8 r r · c8 n r · d8 p r · e8 чёрная пешка · f8 чёрный слон · g8 чёрная ладья · h8 чёрный король · a7 r r · b7 q r · c7 b r · d7 p r · e7 чёрная пешка · f7 чёрный конь · g7 чёрный ферзь · h7 чёрная ладья · a6 b r · b6 n r · d6 p r · e6 чёрная пешка · g6 чёрный слон · h6 чёрный конь · a5 p r · b5 p r · c5 p r · d5 p r · e5 чёрная пешка · f5 чёрная пешка · g5 чёрная пешка · h5 чёрная пешка · a4 белая пешка · b4 белая пешка · c4 белая пешка · d4 белая пешка · e4 p y · f4 p y · g4 p y · h4 p y · a3 белый конь · b3 белый слон · d3 белая пешка · e3 p y · g3 n y · h3 b y · a2 белая ладья · b2 белый ферзь · c2 белый конь · d2 белая пешка · e2 p y · f2 b y · g2 q y · h2 r y · a1 белый король · b1 белая ладья · c1 белый слон · d1 белая пешка · e1 p y · f1 n y · g1 r y · h1 k y | a8 k r · b8 r r · c8 n r · d8 p r · e8 чёрная пешка · f8 чёрный слон · g8 чёрная ладья · h8 чёрный король · a7 r r · b7 q r · c7 b r · d7 p r · e7 чёрная пешка · f7 чёрный конь · g7 чёрный ферзь · h7 чёрная ладья · a6 b r · b6 n r · d6 p r · e6 чёрная пешка · g6 чёрный слон · h6 чёрный конь · a5 p r · b5 p r · c5 p r · d5 p r · e5 чёрная пешка · f5 чёрная пешка · g5 чёрная пешка · h5 чёрная пешка · a4 белая пешка · b4 белая пешка · c4 белая пешка · d4 белая пешка · e4 p y · f4 p y · g4 p y · h4 p y · a3 белый конь · b3 белый слон · d3 белая пешка · e3 p y · g3 n y · h3 b y · a2 белая ладья · b2 белый ферзь · c2 белый конь · d2 белая пешка · e2 p y · f2 b y · g2 q y · h2 r y · a1 белый король · b1 белая ладья · c1 белый слон · d1 белая пешка · e1 p y · f1 n y · g1 r y · h1 k y | a8 k r · b8 r r · c8 n r · d8 p r · e8 чёрная пешка · f8 чёрный слон · g8 чёрная ладья · h8 чёрный король · a7 r r · b7 q r · c7 b r · d7 p r · e7 чёрная пешка · f7 чёрный конь · g7 чёрный ферзь · h7 чёрная ладья · a6 b r · b6 n r · d6 p r · e6 чёрная пешка · g6 чёрный слон · h6 чёрный конь · a5 p r · b5 p r · c5 p r · d5 p r · e5 чёрная пешка · f5 чёрная пешка · g5 чёрная пешка · h5 чёрная пешка · a4 белая пешка · b4 белая пешка · c4 белая пешка · d4 белая пешка · e4 p y · f4 p y · g4 p y · h4 p y · a3 белый конь · b3 белый слон · d3 белая пешка · e3 p y · g3 n y · h3 b y · a2 белая ладья · b2 белый ферзь · c2 белый конь · d2 белая пешка · e2 p y · f2 b y · g2 q y · h2 r y · a1 белый король · b1 белая ладья · c1 белый слон · d1 белая пешка · e1 p y · f1 n y · g1 r y · h1 k y | 1 |
|   | a | b | c | d | e | f | g | h |   |

В игре участвуют четыре человека в командах по два человека. Вначале каждый игрок контролирует весь квадрант доски с полным набором шахматных фигур (без одной пешки). Партнеры занимают квадранты по диагонали друг от друга. Четыре клетки изначально свободны.
Все фигуры ходят и бьют так же, как и в обычных шахматах, за исключением пешки, которая ходит по диагонали и бьет вбок. Пешка не имеет первого двойного хода, и взятие на проходе невозможно. Матов и патов не бывает: короли берутся, как и все остальные фигуры. Когда игрок находится под шахом и у него нет возможных ходов, чтобы избежать шаха, он может делать «символически» каждый ход, пока его король не будет взят. Когда игрок теряет своего короля, его оставшиеся фигуры впоследствии становятся фигурами того, кто уничтожил его короля. Игра заканчивается, когда одна из команд теряет обоих королей или решает сдаться.
Партнеры обычно координируют свои действия в рамках единой стратегии. Таким образом, сообщение этой стратегии становится требованием игры. Тайные формы общения не допускаются, за исключением особых вариантов. Все стратегии между партнерами должны осуществляться открыто перед их противниками. Это правило придает форчессу большую часть социального характера.

## Cutthroat
У Forchess есть вариант под названием Cutthroat, в котором нет партнеров и побеждает только один игрок, победив всех трех противников. Успешная стратегия в Cutthroat Forchess может сильно отличаться от «обычного» форчесса, поскольку изменчивые союзы могут спровоцировать игру с психологическими манипуляциями . В этом отношении Cutthroat разделяет элементы стратегии с настольной игрой Risk .